# Carles Porta
Carles Porta i Gaset (Vilasana, Lérida, 1963) es un periodista, productor, director y escritor español.

## Trayectoria
Carles Porta es periodista, escritor, director, productor y guionista. En su trayectoria, ha demostrado tener una mirada y un estilo propios que conectan con lectores, oyentes y espectadores.
Como periodista hizo los primeros pasos en el diario leridano Segre. En TV3 trabajó como enviado especial en conflictos como los de Bosnia, Ruanda, Kosovo o el Próximo Oriente, entre otros. En el mismo canal ha trabajado también para los servicios informativos, el programa 30 minuts y ha dirigido el programa Efecte Mirall y Crims.
En 2005 irrumpió en el panorama literario catalán con el libro Tor, la montaña maldita publicado por La Campana. Tanto para la crítica - lo llegaron a llamar "nuestro Truman Capote” - como para los lectores, Tor se convirtió en todo un fenómeno con más de 50.000 libros vendidos y fue traducido al castellano (Anagrama, 2006) y al alemán (Berlin Verlag, 2007).
Ha publicado El club dels perfectes (La Campana, 2010) -premio Pere Quart de Humor y Sàtira- y Fago. Si te dicen que tu hermano es un asesino en catalán y castellano (La Campana, 2012), que recibió el premio Huertas Clavería. Más recientemente ha escrito títulos como L’amic president (La Campana, 2016), Le llamaban padre (Pórtico / Península, 2016), premio Godó de Reporterismo y El día que me fui (Fanbooks 2016).
En 2005 Carles Porta creó la productora audiovisual Antártida Produccions que ha hecho programas como Picalletres o Bocamoll, numerosos reportajes, la película Segon Origen, el proyecto póstumo de Bigas Luna, la serie en formato podcast Le llamaban padre y la serie de docu -ficción histórica Comtes, l’origen de Catalunya.
En junio de 2018, el podcast Tor, tretze cases i tres morts en Catalunya Radio tuvo más 288.000 reproducciones de audio a la carta desde su estreno. Su último programa en este mismo formato es El segrest en Cataluña Radio, donde narra la historia del secuestro de la farmacéutica de Olot, Maria Àngels Feliu, con una serie podcast de 25 episodios grabada con sonido inmersivo binaural.
El éxito del programa Crims (2019-2025), con cinco temporadas en Catalunya Radio y en TV3, ha vuelto a poner de manifiesto la aceptación y el entusiasmo de la audiencia por la manera de contar historias de Carles Porta. En cada uno de los casos reales de la versión televisiva de Crims, hay el estilo narrativo y el sello de Porta, que dirige, narra e introduce los espectadores en los laberintos de cada historia. También ha publicado con La Campana el libro Crims amb Carles Porta.
En marzo de 2021 publicó el libro La farmacéutica en catalán con La Campana y en castellano con Reservoir Books, donde narra el secuestro de Maria Àngels Feliu a través de una historia más madura y redondeada y con más detalles de los que aparecen en el podcast. El objetivo es el de explicar todo lo que sucedió realmente como no se había hecho hasta ahora, desde la perspectiva de la víctima. En mayo de 2021, estrenó un nuevo programa en formato podcast con Amazon Audible titulado ¿Por qué matamos? con la colaboración de Luis Tosar que incluye 20 capítulos de crímenes inéditos.
En octubre de 2021, el programa Crims de Catalunya Ràdio ganó el premio Ondas al Mejor Programa de Radio.
Los últimos proyectos audiovisuales los ha hecho con el equipo de la empresa TRUE CRIME FACTORY, especializada en crímenes reales.

## Tor
Sus trabajos en torno a la historia de Tor, un pequeño pueblo de los Pirineos catalanes donde se produjeron una serie de crímenes relacionados con la propiedad de una montaña, ha sido el trabajo más popular. Primeramente hizo un reportaje por el programa 30 minuts, pero enseguida quedó atrapado por la historia y siguió investigando. Conoció a muchos de los protagonistas de los hechos y recogió información para poder escribir la narración literaria Tor: trece casas y tres muertos, que fue un éxito de ventas.

## Premios y reconocimientos
- 2010 - Premio Pere Quart de humor y sátira por El Club de los Perfectos.[3]
- 2012 - Premio Huertas Clavería de Periodismo, por Fago.[4]
- 2015 - Premio Godó de Periodismo por Le llamaban padre.[5]

## Libros
- 2005: Tor. Tretze cases i tres morts (catalán), La Campana, ISBN 9788495616852. En español: Tor. La montaña maldita (2006) Anagrama, ISBN 9788433971364.
- Fago. Si te dicen que tu hermano es un asesino (2012) La campana ISBN 9788496735705
- Le llamaban padre. Cuando el horror se disfraza de amor y familia (2016), Península, ISBN 9788499424859.
- La farmacéutica. 492 días secuestrada (2021), Reservoir Books, ISBN 9788418052118.